# 崗歧鬚鮠
崗歧鬚鮠，為輻鰭魚綱鯰形目倒立鯰科的其中一種，為熱帶淡水魚，分布於非洲象牙海岸Nzo流域，體長可達14.8公分，棲息在底中層水域，生活習性不明，可做為觀賞魚。